# Маркуанд, Росс
Росс Маркуанд (англ. Ross Marquand; род. 22 августа 1981) — американский актёр. Он родился в Форт-Коллинсе, штат Колорадо, а после переезда в Лос-Анджелес, начал актёрскую карьеру снимаясь в независимых фильмах. На телевидении он дебютировал в 2013 году, играя роль Пола Ньюмана в эпизоде сериала AMC «Безумцы». В начале 2015 года Маркуанд присоединился к актёрскому составу другого сериала AMC, «Ходячие мертвецы», в регулярной роли Аарона, первого открытого персонажа гея как в комиксе, так и сериале.

## Фильмография
| Год         | Название на русском           | Название на английском   | Роль                                                           | Примечания          |
| ----------- | ----------------------------- | ------------------------ | -------------------------------------------------------------- | ------------------- |
| 2009        | Одинокое место для смерти     | A Lonely Place for Dying | Николай Дзержинский                                            |                     |
| 2010        | Счастливые после              | Happily After            | Тристан                                                        |                     |
| 2010        |                               | Woodshop                 | Гари                                                           |                     |
| 2012        | Разбитые дороги               | Broken Roads             | Дэвид Уорвик                                                   |                     |
| 2013        | Хитрый и опасный              | Down and Dangerous       | Генри Ланглуа                                                  |                     |
| 2013        | Безумцы                       | Mad Men                  | Пол Ньюман                                                     | Эпизод: «The Flood» |
| 2014        | Амира и Сэм                   | Amira & Sam              | Грег                                                           |                     |
| 2014        |                               | Camera Trap              | Джек                                                           |                     |
| 2015 — 2022 | Ходячие мертвецы              | The Walking Dead         | Аарон                                                          | Регулярная роль     |
| 2015        |                               | Spare Change             | Хартман                                                        |                     |
| 2018        | Мстители: Война бесконечности | Avengers: Infinity War   | Иоганн Шмидт / Красный Череп                                   |                     |
| 2019        | Мстители: Финал               | Avengers: Endgame        | Иоганн Шмидт / Красный Череп                                   |                     |
| 2021        | Что если...?                  | What If…?                | Иоганн Шмидт / Красный Череп (эпизод 1); Альтрон (эпизоды 8-9) | Озвучивание         |
| 2021        | Неуязвимый                    | Invincible               | Рудольф Коннорс / Робот                                        | Озвучивание         |